# Nans-sous-Sainte-Anne
Nans-sous-Sainte-Anne är en kommun i departementet Doubs i regionen Bourgogne-Franche-Comté i östra Frankrike. Kommunen ligger i kantonen Amancey som tillhör arrondissementet Besançon. År 2022 hade Nans-sous-Sainte-Anne 169 invånare.

## Befolkningsutveckling
Antalet invånare i kommunen Nans-sous-Sainte-Anne
Referens:INSEE